# Francesco Frigieri
Francesco Frigieri (Firenze, 30 marzo 1940 – Roma, 20 aprile 1990) è stato un giornalista e scrittore italiano.

## Biografia
Figlio di Paolo Frigieri e Annunziata Garofoli, inizia l'attività giornalistica presso la redazione fiorentina della Nazione per poi passare all'Avvenire d'Italia di Bologna.
Nei primi anni sessanta viene chiamato a Milano a collaborare con la rivista Tempo diretta all'epoca da Arturo Tofanelli. Dopo varie esperienze giornalistiche sempre sotto la direzione di Tofanelli nei giornali Affari Italiani, Il Lombardo (di cui diviene vicedirettore) e Successo, verso la fine del decennio viene assunto come inviato speciale per la rivista L'Europeo. Nell'ambito di questa attività incontra e intervista personaggi di rilevanza internazionale, tra i quali Henry Kissinger, Richard Nixon, Indira Gandhi, Jacqueline Kennedy, Madre Teresa di Calcutta, il colonnello Muʿammar Gheddafi. Fonda assieme a Gianfranco Fusco il Quaderno del Sale, che dirige.
Nel 1968 riceve il Premiolino, il più antico e importante premio giornalistico italiano, per gli articoli sulla carestia avvenuta nel Biafra.
Nel 1969 come inviato speciale in Irlanda del Nord assiste agli scontri di Derry e Belfast, intervistando nell'occasione i capi dell'IRA, il braccio armato del partito scissionista Sinn Féin.
Nel 1971 fu a Reggio Calabria sul luogo dei Moti di Reggio.
Nel 1978 entrò nella redazione del settimanale Epoca e nel 1980 divenne direttore della sede romana. Nel 1987, grazie anche all'amicizia personale con Guido Gerosa, all'epoca senatore, fu nominato capo ufficio stampa dei Senatori del Partito Socialista Italiano, incarico che mantenne fino alla scomparsa avvenuta nel 1990.
Fu appassionato studioso e collezionista di arte moderna.